# Uniwersytet Andyjski (Kolumbia)
Uniwersytet Andyjski (Universidad de los Andes, Uniandes) – kolumbijska prywatna uczelnia, zlokalizowana w Bogocie.
Uniwersytet został założony w 1948 roku przez grupę młodych kolumbijskich intelektualistów, m.in. Mario Laserna Pinzóna, Francisco Pizano de Brigarda. Chcieli oni stworzyć uczelnię niezależną od ówczesnych instytucji politycznych i religijnych. Od początku funkcjonowania uczelnia nawiązała umowy z amerykańskimi uniwersytetami w Illinois, Pittsburgh oraz Teksasie, aby umożliwić studentom kontakty zagraniczne. 
W skład uczelni wchodzą następujące wydziały (faculdad)
- Wydział Zarządzania (Facultad de Administración)
- Wydział Architektury i Wzornictwa (Facultad de Arquitectura y Diseño)
- Wydział Nauk Humanistycznych (Facultad de Artes y Humanidades)
- Wydział Nauk Ścisłych (Facultad de Ciencias)
- Wydział Nauk Społecznych (Facultad de Ciencias Sociales)
- Wydział Prawa (Facultad de Derecho)
- Wydział Ekonomii (Facultad de Economía)
- Wydział Pedagogiki (Facultad de Educación)
- Wydział Inżynierii (Facultad de Ingeniería)
- Wydział Lekarski (Facultad de Medicina)

## Źródła
- Historia. uniandes.edu.co. [zarchiwizowane z tego adresu (2017-02-02)]. na stronie uczelni